# Castrul roman de la Bănița
Castrul roman se află la altitudinea de 1500 m pe platoul Jigorul Mare, pe teritoriul comunei Bănița din județul Hunedoara.

## Descriere
Fortificația face parte din categoria castrelor de marș construite de către romani în perioada războaielor daco-romane. Castrul a constituit un punct de atac în cucerirea capitalei Regatului Dac, Sarmizegetusa Regia.
Castrul are val de pământ și pietre de stâncă locală. Fortificația are lățimea la bază de aproximativ 5 m și înălțimea actuală de 2 m. În exterior, castrul este înconjurat de șanț de apărare, lat de aproximativ 4 m.
În condiții bune de vizibilitate, castrul are contact vizual cu Pasul Vulcan, castrul de la Comărnicel și cu castrul de la Aușel.